# Johann Ferdinand von Porcia
Johann Ferdinand von Porcia, I principe di Porcia e di Brugnera, in italiano Giovanni Ferdinando Porcia indicato anche come Porzia o Portia (Venezia, 1605 – Vienna, 19 febbraio 1665), è stato un nobile e politico austriaco.

## Biografia
Johann Ferdinand era membro della nobile famiglia dei Porcia, originaria del Friuli, in Italia, ma che dal XVI si era posta al servizio degli Asburgo in Austria. Il padre, il conte Johann von Porcia, fu ambasciatore a Venezia, a Firenze ed a Madrid per conto dell'arciduca Ferdinando (poi imperatore Ferdinando II), divenendo in seguito colonnello di campo e governatore di Gorizia. Sua madre era la baronessa Anna Maria von Raunach. 
Johann Ferdinand crebbe a Vienna dove venne educato assieme al futuro imperatore Ferdinando III, col quale conservò sempre ottimi legami. Dopo un grand tour all'estero, anche Johann Ferdinand entrò al servizio degli Asburgo come il padre e divenne consigliere del governo dell'Austria Interna dal 1634. Cinque anni dopo venne nominato amministratore provinciale della Carniola, mantenendo tale incarico sino al 1647. Successivamente fu ambasciatore imperiale a Venezia fino al 1652 e quindi Oberhofmeister dell'arciduca Leopoldo (in seguito imperatore Leopoldo I), che all'epoca aveva dodici anni. Porcia svolse un ruolo chiave nel plasmare l'educazione del giovane Leopoldo e si guadagnò così la sua fiducia.
La sua figura emerse altre volte nella storia austriaca, in particolare nella politica estera: ebbe un ruolo significativo nell'elezione imperiale del 1658 e sostenne l'alleanza col Brandeburgo in funzione anti-svedese nella seconda guerra del nord. L'imperatore Leopoldo I lo nominò presidente del suo consiglio privato. Questa sua influenza a corte gli attirò le ire di altri personaggi influenti come il principe Johann Weikhard von Auersperg, motivo per cui egli si alleò coi principi Johann Adolf von Schwarzenberg e Wenzel Eusebius von Lobkowicz.
Il re spagnolo Filippo IV gli concesse l'Ordine del Toson d'Oro nel 1657, per quanto fosse stato uno dei personaggi che avevano acuito la spaccatura diplomatica tra Madrid e Vienna.
Nel 1660 l'imperatore donò al Porcia la somma di 200.000 fiorini e gli conferì la contea di Mitterburg in Istria. Due anni dopo l'imperatore gli conferì anche il titolo di principe sul cognome, ma Johann Ferdinand non riuscì a convincerlo a rendere ereditario il titolo sulla contea della sua famiglia.
Morì a Vienna nel 1665 e la sua tomba fu realizzata nella chiesa degli scozzesi di Vienna.

## Matrimoni e figli
Sposò Anna Elisabeth von Auersperg, dalla quale ebbe tre figli:
- Johann Karl (1630-1667), II principe di Porcia, governatore provinciale della Carinzia
- Anna Margaretha, sposò Franz Anton von und zu Trauttmansdorff (1628-1683)
- Isabela Magdalena, sposò Johann Norbert von Sternberg (1644-1678)

Alla morte della prima moglie, si risposò con Beatrix Johanna Kavková di Říčany, dalla quale ebbe una figlia:
- Franziska Benigna, sposò il conte Helmhard Christoph Ungnad von Weissenwolff (1634-1702)